# Línea 5 (Santa Rosa)
La línea 5 es una línea de colectivos urbana de Santa Rosa, La Pampa, Argentina que tiene un recorrido horario y antihorario. El boleto cuesta 4 pesos el general y 1,25 para estudiantes, jubilados y excombatientes.

## Recorrido principal
HORARIO: Pio XII, México, Unanue, Macachín, San Luis, Avda. Perón, Falucho, Avda. San Martín (O), Avda. San Martín (E), Avda. Luro.
ANTIHORARIO: Unanue, Avda. Perón, Gral. Acha, Pestalozzi, Zola, México, Juan XXIII, Avda. Luro, Avda. San Martín (E), Avda. San Martín (O), 9 de Julio, Olascoaga, Avda. Uruguay, Avda. Perón, Catrilo, Álvarez, Macachín